# Eia Cabreja
Eia Cabreja, née le 1er février 1953, est une athlète cubaine.

## Carrière
Eia Cabreja remporte la médaille d'or du relais 4 × 400 mètres aux Championnats d'Amérique centrale et des Caraïbes 1973 à Maracaibo. Elle est ensuite médaillée d'argent du 200 mètres aux Jeux afro-latino-américains de 1973 à Guadalajara. En 1975, elle obtient la médaille d'argent du 100 mètres aux Championnats d'Amérique centrale et des Caraïbes à Ponce et la médaille de bronze du relais 4 × 400 mètres aux Jeux panaméricains à Mexico.